# Ros
Ros (ukrajinsky Рось) je řeka ve Vinnycké, Kyjevské a Čerkaské oblasti Ukrajiny.
lll Je 346 km dlouhá. Povodí má rozlohu 12 600 km².

## Průběh toku
Pramení na Podněperské vysočině a ústí do Kremenčucké přehrady jako pravý přítok Dněpru.

## Vodní režim
Zdrojem vody jsou převážně sněhové srážky. Nejvyšších vodních stavů dosahuje v březnu a v dubnu. Průměrný průtok ve vzdálenosti 65 km od ústí je 22,5 m³/s. Zamrzá většinou v listopadu až v prosinci, někdy až v lednu a rozmrzá na konci února až na začátku dubna.

## Využití
Vodní doprava je možná do vzdálenosti 60 km od ústí. Na řece byly vybudovány vodní elektrárny (Steblevská, Korsuň-Ševčenkovská). Leží na ní města Bila Cerkva, Bohuslav a Korsuň-Ševčenkivskyj.